# Бартоломео II Гизи
Бартоломео II Гизи (Bartolomeo II Ghisi) (ум. 1341) — сеньор Тиноса и Микеноса, триарх Эвбеи, великий коннетабль княжества Ахайя.
Родился ок. 1300 г., сын Джорджо I Гизи, погибшего в битве при Кефиссе в 1311 г., и Алисы далле Карчери.
После гибели отца находился под опекой матери до её смерти в 1313 г. В 1315 г. объявлен совершеннолетним и вступил во владение своими землями — от отца унаследовал Тинос и Микенос, от матери — триархию в Эвбее (по мнению Раймона -Жозе Лёнера (Raymond-Joseph Loenertz) — в центральной части острова).
Приблизительно в это же время Бартоломео II Гизи женился на дочери Анжильбера де Лидеркерка — великого коннетабля княжества Ахайя. После смерти тестя унаследовал его должность (не позднее 1320 г.), хотя не имел никаких владений на территории Мореи.
В 1320 г. византийский губернатор Мистры Андроник Асень вторгся в Ахею. Бартоломео II Гизи в качестве великого коннетабля возглавил армию, но в битве при Сен Жорже попал в плен (9 сентября).
В 1327 г. сын Бартоломео II Джорджо женился на Симоне Арагонской, дочери Альфонса Фадрике Арагонского. Её приданым был замок Сент Омер в Фивах. Однако в 1331 году каталанцы разрушили этот замок, опасаясь, что Бартоломео II передаст его Вальтеру VI де Бриенну — претенденту на Афинское герцогство. Это вполне могло случиться, так как к тому времени Альфонс Фадрике Арагонский был смещён с поста вице-герцога Афинского, после чего отношения Бартоломео II с каталанцами ухудшились, и он действительно поддерживал претендента.
В 1328 г. Бартоломео II и его брат Марино продали свою половину острова Кеа Ружьеру Премарину.
После 1331 года Бартоломео II не упоминается в современных ему документах. Предполагается, что он умер в 1341 году. Емунаследовал сын - Джорджо II Гизи (ум. 1358).